# Distrito Financiero (Detroit)
El Distrito Financiero de Detroit es un Distrito Histórico de los Estados Unidos en el centro de Detroit, Míchigan. Fue incluido en el Registro Nacional de Lugares Históricos del 14 de diciembre de 2009, y fue anunciado como el listado destacado en la lista semanal del Servicio de Parques Nacionales del 24 de diciembre de 2009.
Incluye 33 edificios, dos sitios y otro objeto que se considera que contribuye al carácter histórico del distrito, y también tres edificios que no contribuyen.

El Instituto Americano de Arquitectos describe el Distrito Financiero de Detroit como "una de las concentraciones más altas de arquitectura comercial de calidad de la ciudad". Según el Servicio de Parques Nacionales:

Desde la década de 1850 hasta la de 1970, el Distrito Financiero en el centro de Detroit fue el corazón financiero y de oficinas de la ciudad, y todavía conserva una importante presencia bancaria y de oficinas en la actualidad. Los bancos comenzaron a ubicarse a lo largo de la avenida Jefferson en el área de las calles Griswold y Shelby en la década de 1830. Grandes edificios de oficinas, que a menudo contenían bancos en los niveles de las calles, comenzaron a alinearse en Griswold en la década de 1850. El enorme crecimiento y el auge económico relacionados con la industria automotriz de principios del siglo XX en Detroit dieron como resultado el redesarrollo a gran escala del área entre 1900 y 1930, y otra ola de desarrollo tuvo lugar en los años 50 y principios de los 60. El Distrito Financiero sigue siendo hoy en día un importante Distrito Financiero y de oficinas en Detroit.

En el nuevo milenio, el edificio Penobscot de 47 pisos se encuentra en el centro del distrito como una torre de oficinas de clase A. Otras renovaciones importantes de oficinas de clase A incluyen el Chrysler House y el Guardian Building, un Monumento Histórico Nacional. El Distrito Financiero es servido por el Detroit People Mover y el tranvía QLine. Visto desde el International Riverfront, está bordeado a la izquierda por el rascacielos 150 West Jefferson que reemplazó al Detroit Stock Exchange Building y a la derecha por el One Woodward Avenue.

## Historia

### Viejo Detroit: antes de 1830
El actual Distrito Financiero de Detroit fue el sitio de la construcción del primer edificio en Detroit, la iglesia de Santa Ana, construida en 1701 por Antoine de la Mothe Cadillac. Santa Ana se encontraba en el extremo sur del distrito, justo al oeste de la esquina de Jefferson Avenue y Griswold Street, donde se encuentra hoy el edificio Standard Savings & Loan. Se construyó una empalizada, más tarde conocida como Fort Detroit, alrededor de la iglesia y hacia el sur. Algunas partes del fuerte, así como la iglesia y otros edificios, fueron destruidos y reconstruidos varias veces durante las siguientes décadas. 

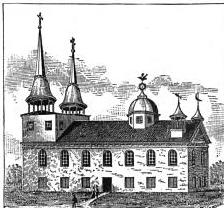
Iglesia de Santa Ana (1818).

Cuando el fuerte se rindió a las fuerzas británicas en 1760, abarcaba un área que se extendía desde la actual Griswold Street hasta el oeste de Shelby Street, y desde el sur desde Larned Street hasta una cuadra al sur de Jefferson Avenue. En la década de 1770, el fuerte se amplió nuevamente, abarcando toda el área desde el río Detroit hasta la calle Larned, y desde la calle Griswold al oeste hasta la avenida Cass.

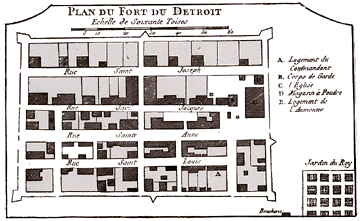
Fort Detroit en 1763.

En 1778, el comandante militar británico decidió que Fort Detroit era demasiado difícil de defender y comenzó la construcción de un segundo fuerte al norte. Este fuerte, conocido como Fort Lernoult (más tarde Fort Shelby), estaba centrado en la sección norte de lo que ahora es el Distrito Financiero de Detroit, cubriendo el área entre Fort Street y Lafayette Street, y desde Griswold Street hacia el oeste hasta Washington Avenue. La empalizada sur se extendió desde el río Detroit hasta el nuevo fuerte, encerrando casi todo el Distrito Financiero.
Sin embargo, la tierra al norte de lo que ahora es Larned Street era baja y pantanosa, y la mayoría de los edificios estaban ubicados al sur de esa línea. En 1805, un incendio devastador arrasó el pueblo de Detroit, destruyendo todas las estructuras menos una. Después del incendio, Detroit fue reemplazada, estableciendo las avenidas principales de Jefferson y Woodward. Algunos residentes recibieron lotes al sur de Fort Shelby y al norte de Jefferson en lo que ahora es el Distrito Financiero, y construyeron casas allí. Fort Shelby estuvo a cargo de los británicos hasta 1813, cuando fue abandonado y tomado por las fuerzas estadounidenses. Sin embargo, Fort Shelby se había estado deteriorando y, en 1824, el gobierno federal cedió la sección sur de los terrenos a la ciudad. En 1826, las tropas abandonaron el fuerte y el resto del fuerte y los terrenos fueron entregados a la ciudad; al año siguiente, Fort Shelby fue demolido y las calles se pavimentaron con el patrón que se mantiene hoy. Además, la sección pantanosa al norte de Larned fue drenada al desviar y profundizar el río Saboya.

### Primer asentamiento (1830 a 1860)

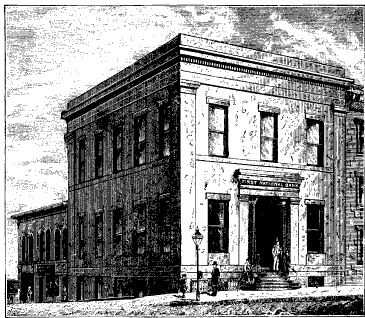
Edificio del Banco de Michigan, esquina suroeste de Jefferson y Griswold, construido en 1836.

A partir de la década de 1830, las instituciones financieras de Detroit comenzaron a ubicarse a lo largo de West Jefferson, en el extremo sur de lo que ahora es el Distrito Financiero, mientras que el resto del distrito se convirtió en una zona principalmente residencial como las calles de la zona. se abrieron y clasificaron lentamente. El primer banco ubicado a lo largo del oeste de Jefferson fue el Bank of Michigan, que construyó su sede en el lado sur de Jefferson cerca de Woodward en 1831, y cinco años más tarde construyó otra estructura en Jefferson y Griswold (justo al sur del área que ahora es el Distrito Financiero). Las décadas de 1830 y 1840 trajeron más bancos a lo largo de Jefferson cerca de Griswold, incluido el Farmer's and Mechanic's Bank (1832), el National Insurance Bank (1838), el Michigan State Bank (1837), el Bank of St. Clair (1842) y el Peninsular Bank (1849).
Otros establecimientos comerciales, incluidas las oficinas de Detroit Free Press, ocuparon el área a lo largo de Jefferson cerca de Griswold y los lotes inmediatamente al norte de la misma. En la década de 1850, los intereses comerciales y bancarios se habían movido hacia el norte para alinear los primeros bloques de Griswold. En 1858, se construyó un edificio federal en la esquina de Griswold y Larned, lo que estimuló la construcción de importantes edificios de oficinas en los alrededores a lo largo de Griswold.

### Aumento del comercialismo (1860 a 1900)
Muchos de los edificios de oficinas construidos cerca del Edificio Federal de 1858 albergaban al menos un banco en el primer piso, y en 1884, el historiador Silas Farmer llamó a Griswold "el Wall Street de Detroit". En 1899, 22 de los 23 bancos de Detroit estaban ubicados en lo que ahora es el Distrito Financiero, 20 de ellos solo en Griswold.
Los edificios comerciales y bancarios se extienden al norte y al oeste del área de Griswold. Fort Street al este de Shelby se había vuelto comercial en la década de 1870; la sección de Fort Street al oeste de Shelby siguió siendo residencial hasta la década de 1890, cuando se construyó un nuevo edificio federal en el área.

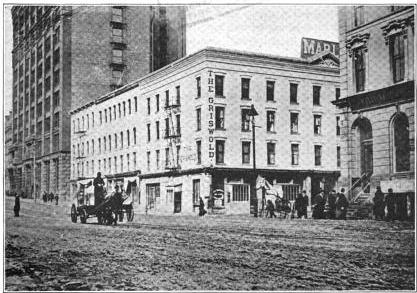
El edfificio Union Trust en Woodwardhacia 1890. El Hammond está a la izquierda.

### Detroit moderna (desde 1900 en adelante)
El Distrito Financiero experimentó una transformación dramática a principios del siglo XX, anunciada por la llegada del primer rascacielos de Detroit, el Hammond en 1889; Chase Tower ahora se encuentra en este sitio. En 1905, el edificio Penobscot original de trece pisos fue construido en Fort Street, seguido por el cercano Ford de dieciocho pisos en 1907 y el Dime de 23 pisos en 1913.
En la década de 1920, los rascacielos incluso más grandes invadieron, que culminaron en el Guardian de 40 pisos y el Greater Penobscot de 48 pisos, ambos construidos entre 1927 y 192929. Cuando se completó en 1928, el Penobscot se convirtió en el octavo edificio más alto del mundo y el más alto fuera de Nueva York y Chicago. Fue la ciudad más alta de 1928 a 1977. El Penobscot se encuentra en el centro del Distrito Financiero de Detroit.
La Gran Depresión detuvo la construcción de edificios en el Distrito Financiero, y no se emprendieron nuevas construcciones sustanciales de nuevo hasta finales de la década de 1940 con la construcción del anexo a la sucursal del Banco de la Reserva Federal de Chicago en Detroit. Esto fue seguido en 1959 por el National Bank of Detroit, y a principios de la década de 1960 por el Michigan Consolidated Gas Company Building y el Detroit Bank and Trust Tower.

## Edificios del Distrito Financiero

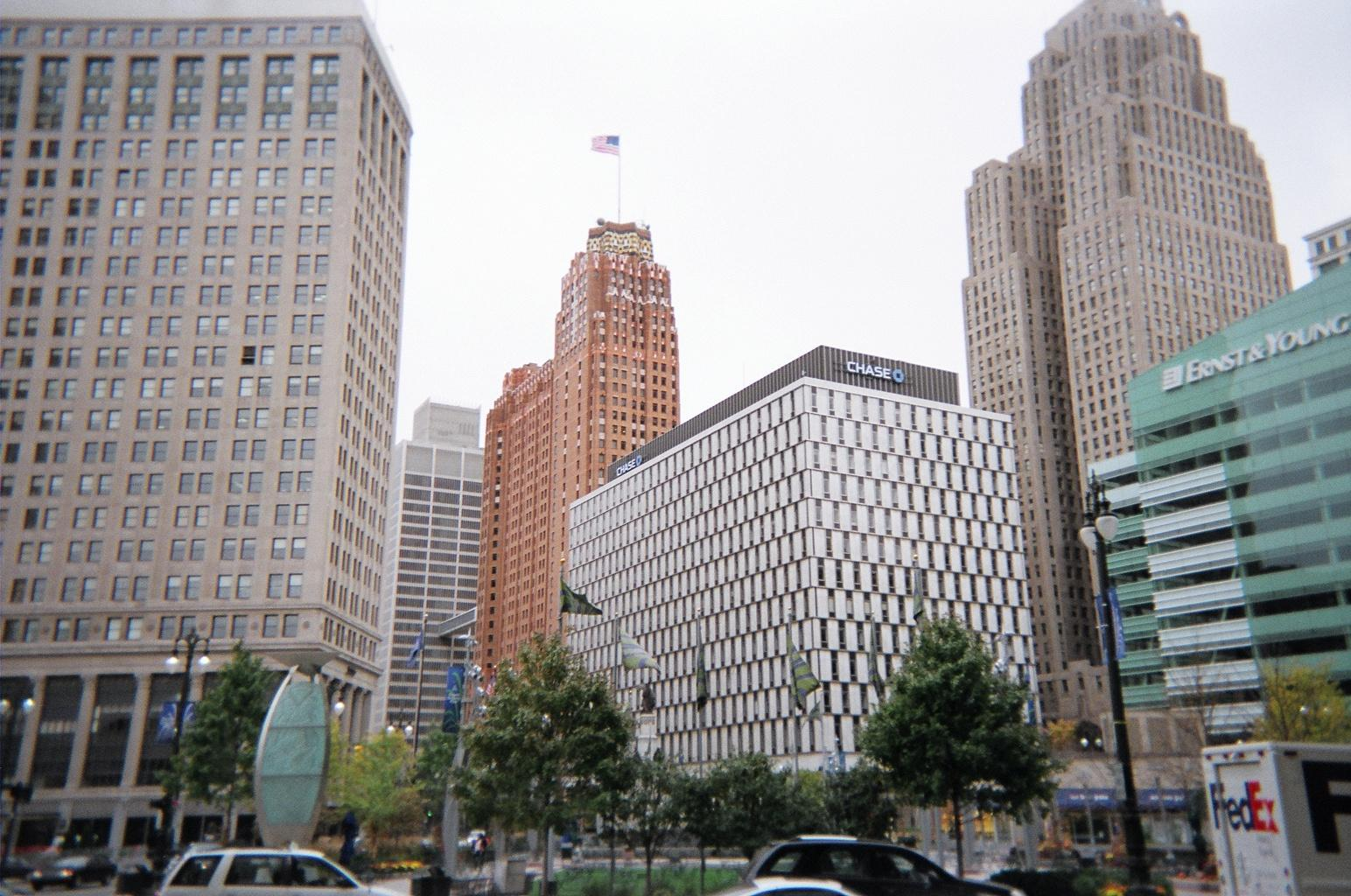
Vista desde el parque Campus Martius hasta la avenid Woodward, de izquierda a derecha: First National Building, One Woodward Avenue, Guardian, The Qube, Gran Penobscot y One Kennedy Square.

Hay 36 edificios dentro del Distrito Financiero, 33 de los cuales son propiedades contributivas. Estos fueron diseñados por un conjunto de arquitectos y firmas de arquitectura notables, incluidos D. H. Burnham & Company; Donaldson and Meier; Albert Kahn Associates; McKim, Mead y White; Smith, Hinchman y Grylls (y Wirt C. Rowland); y Minoru Yamasaki. El Distrito Financiero está flanqueado por otros rascacielos en el centro de Detroit, incluidos los rascacielos One Detroit Center y Renaissance Center.
Cuatro de las propiedades contribuyentes en este distrito fueron previamente incluidas individualmente en el Registro Nacional. Estos incluyen el Guardian, un edificio de estilo art déco y un Hito Histórico Nacional, el Savoyard Centre, la sucursal del Banco de la Reserva Federal de Chicago y el Vinton Building. Otras edificios importantes son el Gran Penobscot de 1927 (el más alto del distrito con 47 pisos), el Banco Nacional de Detroit de estilo internacional de 1959, el First National Building de 1920, el Buhl de 1925, el Ford de 1909, el Chrysler de 1912 y el Detroit Free Press de 1925.
Dieciocho de estos edificios albergaron inicialmente bancos o instituciones financieras; muchos del resto se utilizaron para oficinas.